# Kapitalausstattungs-Verordnung
Die Verordnung über die Kapitalausstattung von Versicherungsunternehmen, auch als Kapitalausstattungs-Verordnung oder abgekürzt als KapAusstV bezeichnet, ist eine für deutsche Versicherer sowie Pensions- und Sterbekassen als Einrichtungen der betriebliche Altersvorsorge geltende Rechtsverordnung des Bundesministeriums der Finanzen, in der Vorschriften zu einer angemessenen Ausstattung mit Eigenmitteln geregelt werden.

## Hintergrund
Gesetzliche Vorschriften bezüglich der Eigenkapitalausstattung erstrecken sich für Nichtbanken lediglich auf das Mindestkapital bei Kapitalgesellschaften (Grundkapital, Stammkapital). Aufgrund der grundsätzlichen Bedeutung von Kreditinstituten und Versicherern gibt es hier jedoch darüber hinausgehende regulatorische Vorschriften, die sukzessive weiterentwickelt und insbesondere europaweit vereinheitlicht wurden.
Die aktuelle Version der Kapitalausstattungs-Verordnung hat diverse gleichnamige Vorgänger. Seit 1983 sah das Europarecht die Ermittlung der Solvabilitätsspanne zur Bestimmung des regulatorischen Mindestkapitals von Versicherern und Pensionseinrichtungen, die für diese Zwecke wie Lebensversicherer betrachtet werden, vor. Dabei wurde branchenspezifisch die sog. Solvabilitätskapitalanforderung ermittelt, die nationale Umsetzung erfolgte über die Kapitalausstattungs-Verordnung.
Seit der Einführung von Solvabilität II 2016 müssen die unter dieses Regulierungsvorhaben fallenden Unternehmen die dortigen Erfordernisse an die Ermittlung des Solvenzkapitals erfüllen. Im Zuge der Umsetzung wurde die Kapitalausstattungs-Verordnung neugefasst. Diese umfasst seither die Regelungen für die Mindestkapitalanforderung für Versicherer, Ausnahmeregelungen für kleine Versicherungsunternehmen und Rückversicherungsunternehmen in Abwicklung sowie die nicht unter Solvabilität II fallenden Pensions- und Sterbekassen. Diese betreffen einerseits das Vorgehen zur Ermittlung der Solvabilitätsspanne sowie die zugehörige Berichterstattung gegenüber der BaFin.